# Sapromyza citrinella
Sapromyza citrinella är en tvåvingeart som beskrevs av Shatalkin 1996. Sapromyza citrinella ingår i släktet Sapromyza och familjen lövflugor. Inga underarter finns listade i Catalogue of Life.